# David Hauss
David Hauss (Parijs, 1 februari 1984) is een triatleet uit Frankrijk. Hij nam namens zijn vaderland deel aan de Olympische Spelen (2012) in Londen, waar hij eindigde op de vierde plaats in de eindrangschikking met een tijd van 1:47.14. Hauss won in 2015 de Europese titel op de olympische afstand.

## Palmares

### triatlon
- 2010:  WK sprint afstand - 53.16
- 2012: 4e OS - 1:47.14
- 2013: 57e WK olympische afstand - 509 p
- 2015: 65e WK olympische afstand - 631 p